# Liberdade (São Luís)
Liberdade é um bairro da cidade de São Luís, capital do Maranhão.
Considerado também, o maior bairro de São Luís próximo ao Centro da cidade, cortado por vias de acesso que interligam bairros, cercado por manguezais.

## História
O bairro da Liberdade surgiu a partir de 1918, com a criação do Matadouro Modelo, construído no Sítio Itamacaca, que foi de propriedade de Ana Jansen. 
Nessa época, a entrada do bairro era feita por uma única estrada chamada Campina do Matadouro, mas o principal acesso era a via barco pelo rio Anil.
Os bois chegavam ao Matadouro por meio da ferrovia São Luís-Teresina e o local teve suas atividades encerradas em 1980.
O bairro recebeu o nome por meio da Lei Municipal nº 1.749, de 17 de maio de 1967, tendo sido chamado anteriormente de Matadouro.
A partir dos anos 1970, um grande afluxo de pessoas vindas de comunidades rurais quilombolas da Baixada Maranhense,de  Alcântara e do Litoral Maranhense se estabeleceu no bairro, fazendo da Liberdade a maior população negra de São Luís. 

## Cultura
Os moradores trouxeram manifestações da cultura popular tradicionais de suas comunidades de origem: Bumba Meu Boi, Tambor de Crioula, a festa do Divino Espírito Santo, festa de Santa Luzia, de São Cosme e Damião e grupos carnavalescos, especialmente blocos tradicionais.
O Boi de Seu Leonardo (Boi da Liberdade) de sotaque de zambumba, Boi de Seu Apolônio (Boi da Floresta) de sotaque da baixada são tradicionais da região.
Ainda no bairro da Liberdade, tem destaque o reggae como grande concentração cultural.
O Teatro Padre Haroldo, (Centro Cultural Comunitário da Liberdade) localizado em frente à Praça Mário Andreazza, no Viva Liberdade, é um importante polo de cultura do bairro. 

## Quilombo urbano da Liberdade
A  Fundação Palmares, por meio da Portaria nº 192, de 13 de novembro de 2019 reconheceu a Liberdade como comunidade remanescente de quilombo.
O Território Liberdade Quilombola foi o primeiro quilombo urbano reconhecido no Maranhão e sua  área abrange cinco bairros de São Luís (Liberdade, Camboa, Fé em Deus, Diamante e Sítio do Meio), com uma população de cerca de 160 mil moradores, constituindo-se num dos maiores quilombos urbanos da América Latina.
Com esse reconhecimento, é possível ter políticas públicas, de infraestrutura e qualidade de vida voltadas especificamente para a comunidade.

## Infraestrutura
O bairro é margeado pela Avenida IV Centenário e pelo rio Anil.
Entre as unidades de saúde da região estão o Centro de Saúde da Liberdade (com um Centro de Atendimento ao Hipertenso e ao Diabético)  a Unidade de Saúde da Família da Liberdade e a Policlínica do Idoso.
Em parte do local onde funcionava o Matadouro, hoje funciona a Unidade de Ensino Fundamental Mário Andreazza.
A partir de 2007, o programa PAC Rio Anil buscou promover a remoção de famílias que habitavam palafitas à margem esquerda do Rio Anil localizadas nos bairros da Camboa, Liberdade, Fé em Deus e Alemanha, a construção da Avenida IV Centenário, além de outras obras de urbanização.